# 리설주
리설주(李雪主, 표준어: 이설주, 1989년 9월 28일 ~ )는 조선민주주의인민공화국의 최고지도자인 조선민주주의인민공화국 국무위원회 위원장과 조선로동당 총비서인 김정은의 부인이다.

## 이력
함경북도 청진시 수남구역 출신으로 1989년(주체 78년)에 태어났으며, 아버지는 청진시 대학 교원이고, 어머니는 수남구역 병원 산부인과 과장으로 재직하고 있었다. 북한에서는 중인 출신이다. 평양 금성제2중학교를 졸업하였고, 중국에 유학하면서 성악을 전공했다.
보천보전자악단, 인민보안부 협주단 등에서 활동했으며, 2009년에 조직된 조선민주주의인민공화국 최고의 팝스 오케스트라인 ‘은하수관현악단’에서 2011년까지 활동한 가수와 동일 인물로 알려져 있다. 2009년에는 김정일 국방위원장의 셋째 아들인 김정은과 결혼했고, 결혼 이후에 6개월 동안 김일성종합대학에서 교육을 받았던 것으로 알려져 있다.
2012년 7월 6일에 있었던 새로 조직된 모란봉악단의 시범공연 당시 조선인민군 총정치국장 최룡해와 함께 김정은의 바로 옆에 앉은 모습이 7월 7일 조선중앙방송 보도를 통해 공개되어 그 정체를 두고 대내외로 크게 관심을 모았다. 당시 이 여성을 두고 여동생 김여정설과 아내설이 대립했으며, 심지어는 보천보전자악단의 가수 현송월이라는 설도 제기되었다. 그러나 2012년 7월 25일 북조선의 관영 매체들이 김정은 국방위원회 제1위원장의 릉라인민유원지 준공식 참석 소식을 전하면서, "김정은 원수가 부인 리설주 동지와 함께 준공식장에 나왔다"고 밝힘에 따라, 김정은의 정식 부인이라는 사실이 확인되었다.

## 학력
- 금성학원 전문학부 졸업
- 김일성종합대학 성악 학사

## 근황
- 2012년 9월 8일 조선민주주의인민공화국 TV에서 모습을 감췄다.
- 2012년 10월 15일 임신으로 인해 공식 외부 활동을 하지 않는 것으로 알려졌다.[9]
- 2013년 2월 19일 딸 김주애를 출산한 것으로 보인다고 정부 소식통이 밝혔다.[10]

## 가계도
| 성혜림 成蕙琳 1937 - 2002 | 성혜림 成蕙琳 1937 - 2002 | 성혜림 成蕙琳 1937 - 2002 | 성혜림 成蕙琳 1937 - 2002 | 성혜림 成蕙琳 1937 - 2002 | 성혜림 成蕙琳 1937 - 2002 |                           |                           |                           |                           |                           |                           | 김정일 金正日 1941 - 2011 | 김정일 金正日 1941 - 2011 | 김정일 金正日 1941 - 2011 | 김정일 金正日 1941 - 2011 | 김정일 金正日 1941 - 2011 | 김정일 金正日 1941 - 2011 |                      |                      |  |  |                      |                      | 고용희 高容姬 1953 - 2004 | 고용희 高容姬 1953 - 2004 | 고용희 高容姬 1953 - 2004 | 고용희 高容姬 1953 - 2004 | 고용희 高容姬 1953 - 2004 | 고용희 高容姬 1953 - 2004 |  |  |                      |                      |                      |                      |                      |                      |                      |                      |  |  |                      |                      |                      |                      |                      |                      |  |  |  |  |  |  |
| 성혜림 成蕙琳 1937 - 2002 | 성혜림 成蕙琳 1937 - 2002 | 성혜림 成蕙琳 1937 - 2002 | 성혜림 成蕙琳 1937 - 2002 | 성혜림 成蕙琳 1937 - 2002 | 성혜림 成蕙琳 1937 - 2002 |                           |                           |                           |                           |                           |                           | 김정일 金正日 1941 - 2011 | 김정일 金正日 1941 - 2011 | 김정일 金正日 1941 - 2011 | 김정일 金正日 1941 - 2011 | 김정일 金正日 1941 - 2011 | 김정일 金正日 1941 - 2011 |                      |                      |  |  |                      |                      | 고용희 高容姬 1953 - 2004 | 고용희 高容姬 1953 - 2004 | 고용희 高容姬 1953 - 2004 | 고용희 高容姬 1953 - 2004 | 고용희 高容姬 1953 - 2004 | 고용희 高容姬 1953 - 2004 |  |  |                      |                      |                      |                      |                      |                      |                      |                      |  |  |                      |                      |                      |                      |                      |                      |  |  |  |  |  |  |
|                           |                           |                           |                           |                           |                           |                           |                           |                           |                           |                           |                           |                           |                           |                           |                           |                           |                           |                      |                      |  |  |                      |                      |                           |                           |                           |                           |                           |                           |  |  |                      |                      |                      |                      |                      |                      |                      |                      |  |  |                      |                      |                      |                      |                      |                      |  |  |  |  |  |  |
|                           |                           |                           |                           |                           |                           |                           |                           |                           |                           |                           |                           |                           |                           |                           |                           |                           |                           |                      |                      |  |  |                      |                      |                           |                           |                           |                           |                           |                           |  |  |                      |                      |                      |                      |                      |                      |                      |                      |  |  |                      |                      |                      |                      |                      |                      |  |  |  |  |  |  |
|                           |                           |                           |                           |                           |                           | 김정남 金正男 1971 - 2017 | 김정남 金正男 1971 - 2017 | 김정남 金正男 1971 - 2017 | 김정남 金正男 1971 - 2017 | 김정남 金正男 1971 - 2017 | 김정남 金正男 1971 - 2017 |                           |                           | 김정철 金正哲 1981 -      | 김정철 金正哲 1981 -      | 김정철 金正哲 1981 -      | 김정철 金正哲 1981 -      | 김정철 金正哲 1981 - | 김정철 金正哲 1981 - |  |  | 김정은 金正恩 1984 - | 김정은 金正恩 1984 - | 김정은 金正恩 1984 -      | 김정은 金正恩 1984 -      | 김정은 金正恩 1984 -      | 김정은 金正恩 1984 -      |                           |                           |  |  |                      |                      | 리설주 李雪主 1989 - | 리설주 李雪主 1989 - | 리설주 李雪主 1989 - | 리설주 李雪主 1989 - | 리설주 李雪主 1989 - | 리설주 李雪主 1989 - |  |  | 김여정 金與正 1987 - | 김여정 金與正 1987 - | 김여정 金與正 1987 - | 김여정 金與正 1987 - | 김여정 金與正 1987 - | 김여정 金與正 1987 - |  |  |  |  |  |  |
|                           |                           |                           |                           |                           |                           | 김정남 金正男 1971 - 2017 | 김정남 金正男 1971 - 2017 | 김정남 金正男 1971 - 2017 | 김정남 金正男 1971 - 2017 | 김정남 金正男 1971 - 2017 | 김정남 金正男 1971 - 2017 |                           |                           | 김정철 金正哲 1981 -      | 김정철 金正哲 1981 -      | 김정철 金正哲 1981 -      | 김정철 金正哲 1981 -      | 김정철 金正哲 1981 - | 김정철 金正哲 1981 - |  |  | 김정은 金正恩 1984 - | 김정은 金正恩 1984 - | 김정은 金正恩 1984 -      | 김정은 金正恩 1984 -      | 김정은 金正恩 1984 -      | 김정은 金正恩 1984 -      |                           |                           |  |  |                      |                      | 리설주 李雪主 1989 - | 리설주 李雪主 1989 - | 리설주 李雪主 1989 - | 리설주 李雪主 1989 - | 리설주 李雪主 1989 - | 리설주 李雪主 1989 - |  |  | 김여정 金與正 1987 - | 김여정 金與正 1987 - | 김여정 金與正 1987 - | 김여정 金與正 1987 - | 김여정 金與正 1987 - | 김여정 金與正 1987 - |  |  |  |  |  |  |
|                           |                           |                           |                           |                           |                           |                           |                           |                           |                           |                           |                           |                           |                           |                           |                           |                           |                           |                      |                      |  |  |                      |                      |                           |                           |                           |                           |                           |                           |  |  |                      |                      |                      |                      |                      |                      |                      |                      |  |  |                      |                      |                      |                      |                      |                      |  |  |  |  |  |  |
|                           |                           |                           |                           |                           |                           |                           |                           |                           |                           |                           |                           |                           |                           |                           |                           |                           |                           |                      |                      |  |  |                      |                      |                           |                           |                           |                           |                           |                           |  |  |                      |                      |                      |                      |                      |                      |                      |                      |  |  |                      |                      |                      |                      |                      |                      |  |  |  |  |  |  |
|                           |                           |                           |                           |                           |                           |                           |                           |                           |                           |                           |                           |                           |                           |                           |                           |                           |                           |                      |                      |  |  |                      |                      | 김정주 ? 2010 -           | 김정주 ? 2010 -           | 김정주 ? 2010 -           | 김정주 ? 2010 -           | 김정주 ? 2010 -           | 김정주 ? 2010 -           |  |  | 김주애 金主愛 2013 - | 김주애 金主愛 2013 - | 김주애 金主愛 2013 - | 김주애 金主愛 2013 - | 김주애 金主愛 2013 - | 김주애 金主愛 2013 - |                      |                      |  |  |                      |                      |                      |                      |                      |                      |  |  |  |  |  |  |

## 같이 보기
- 은하수관현악단